# Mike Buescher
Mike Buescher, també conegut com el tanc, (Detroit, Michigan) és un exjugador de basquetbol estatunidenc que, amb els seus 2,06 metres d'alçària, jugava de pivot.
Es va formar amb els Pirates de la universitat de Seton Hall, de South Orange, Nova Jersey, on va jugar entre 1972 i 1976. En l'estiu de 1976 va ser triat pels Washington Bullets en la 10a ronda del Draft de l'NBA del 1976. Va signar contracte amb els Bullets però es va convertir en agent lliure abans d'iniciar la temporada. En el mes d'octubre d'aquella temporada que començava, la 76-77, fitxa pel Club Joventut Badalona, amb els que només podrà disputar la Recopa. Arribarien fins a semifinals, on quedaren eliminats davant el KK Radnički iugoslau. Prèviament havien eliminat el Buitoni Flamingo's (Països Baixos) a la primera ronda i el Boroughmuir Barrs BC (Escòcia) a vuitens, superant la lligueta de quarts com a segon classificat del seu grup. La temporada 1978-79 juga al Maine Lumberjacks i la 79-80 als Rochester Zeniths, tots dos de la CBA nord-americana.